# Belgische Fußballnationalmannschaft (U-17-Juniorinnen)
Die belgische U-17-Fußballnationalmannschaft der Frauen repräsentiert Belgien im internationalen Frauenfußball. Die Nationalmannschaft untersteht dem Königlicher Belgischer Fußballverband und wird seit Sommer 2022 von Thomas Jansen trainiert, nachdem die bisherige Trainerin Audrey Demoustier im Mai 2022 aus privaten Gründen zurückgetreten war.
Die Mannschaft tritt bei der U-17-Europameisterschaft und (theoretisch) auch bei der U-17-Weltmeisterschaft für Belgien an. Bislang ist es dem Team jedoch nie gelungen, sich für eine WM-Endrunde zu qualifizieren. Den bisher größten Erfolg feierte die belgische U-17-Auswahl mit der Qualifikation für die Europameisterschaft 2013, bei der sie im Halbfinale Polen unterlag. Es blieb jedoch die einzige Teilnahme an einer EM-Endrunde.

## Turnierbilanz

### Weltmeisterschaft
| Jahr   | Gastgeber           | Platzierung        |
| ------ | ------------------- | ------------------ |
| 2008   | Neuseeland          | nicht qualifiziert |
| 2010   | Trinidad und Tobago | nicht qualifiziert |
| 2012   | Aserbaidschan       | nicht qualifiziert |
| 2014   | Costa Rica          | nicht qualifiziert |
| 2016   | Jordanien           | nicht qualifiziert |
| 2018   | Uruguay             | nicht qualifiziert |
| 2021 1 | Indien 1            | – 1                |
| 2022   | Indien              | nicht qualifiziert |

### Europameisterschaft
| Jahr   | Gastgeber               | Platzierung                                  |
| ------ | ----------------------- | -------------------------------------------- |
| 2008   | Schweiz                 | 2. Qualifikationsrunde                       |
| 2009   | Schweiz                 | 2. Qualifikationsrunde                       |
| 2010   | Schweiz                 | 2. Qualifikationsrunde                       |
| 2011   | Schweiz                 | 2. Qualifikationsrunde                       |
| 2012   | Schweiz                 | 2. Qualifikationsrunde                       |
| 2013   | Schweiz                 | Halbfinale                                   |
| 2014   | England                 | 2. Qualifikationsrunde                       |
| 2015   | Island                  | 2. Qualifikationsrunde                       |
| 2016   | Belarus                 | 2. Qualifikationsrunde                       |
| 2017   | Tschechien              | 2. Qualifikationsrunde                       |
| 2018   | Litauen                 | 2. Qualifikationsrunde                       |
| 2019   | Bulgarien               | 2. Qualifikationsrunde                       |
| 2020 2 | Schweden 2              | – 2                                          |
| 2021 2 | Färöer 2                | – 2                                          |
| 2022   | Bosnien und Herzegowina | 1. Qualifikationsrunde                       |
| 2023   | Estland                 | Liga A (nicht qualifiziert für die Endrunde) |